# Run to You
Pour l’article homonyme, voir Run to You (chanson de Bryan Adams).
Singles de Whitney Houston
I Have Nothing
(1993) Queen of the Night
(1993)
Run to You est une chanson de Whitney Houston écrite par Jud Freidman et Allan Rich.
Elle est issue de l'album The Bodyguard: Original Soundtrack Album (1992) et est sortie comme son 4e single le 6 juin 1993 aux États-Unis.
Initialement écrite comme une chanson évoquant une rupture, elle est réécrite pour en faire une chanson d'amour à la demande du réalisateur du film Bodyguard (1992) Mick Jackson.
Avec le précédent single I Have Nothing, Run to You est nommé pour l'Oscar de la meilleure chanson originale lors de la 65e cérémonie des Oscars.